# Quy tắc Eichler

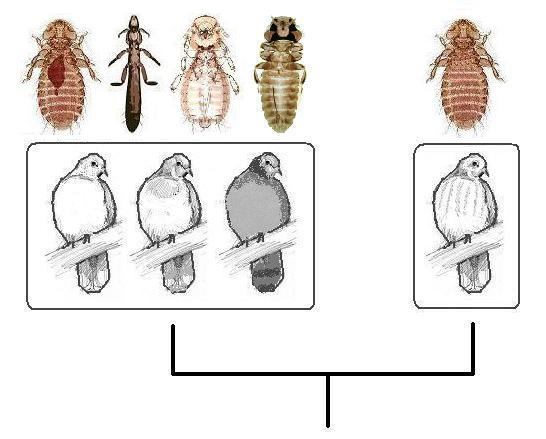
Khi so sánh giữa các nhóm vật chủ thân thuộc, chúng ta có xu hướng tìm thấy hệ động vật ký sinh đa dạng hơn trên nhóm vật chủ đa dạng hơn.

Loài ký sinh có xu hướng thích nghi với nhiều vật chủ, do đó có vẻ hợp lý khi mong đợi sự đồng biến giữa sự phong phú về thành phần loài của vật chủ và ký sinh trùng của chúng. Wolfdietrich Eichler (1912–1994), nhà động vật học và nhà ký sinh trùng học người Đức là người đầu tiên kết luận về mối quan hệ này vào năm 1942 và sau đó được gọi là Quy tắc Eichler. Đây là một trong ba quy tắc đồng tiến hóa đầu tiên, còn lại là quy tắc Fahrenholz và quy tắc Szidat.
Năm 2012, Vas và các đồng tác giả đã kiểm nghiệm quy tắc Eichler và kết luận rằng có bằng chứng mạnh mẽ cho thấy mối tương quan đồng biến giữa sự phong phú thành phần loài chim và động vật có vú với sự phong phú chung của vật ký sinh trên chúng.